# Mutual Film
Ne doit pas être confondu avec Mutual Film Company.
Mutual Film Corporation est une société de production et de distribution américaine, créée en juillet 1906 par John R. Freuler, Harry E. Aitken et Roy Aitken. Elle ferma en 1972.
Le 26 février 1916, Charlie Chaplin signe un contrat avec la Mutual Film pour douze courts métrages. Il touche la somme de 150 000 $ lors de cette signature, suivi de la somme de 10 000 $ de salaire par semaine.
Une filiale, la Lone Star Corporation fut spécialement créée pour la production des films de Chaplin.